# Francisco Posada Moreno
Francisco Posada Moreno (Madrid, 1883-Oviedo, 1912) fue un pintor y dibujante español.

## Biografía
Nació en Madrid en 1883. Autor de retratos, desnudos y cuadros de costumbres, falleció prematuramente el 30 de octubre de 1912 en Oviedo. El Museo del Prado de Madrid y el Museo Ibáñez de Olula del Río poseen obra suya. Habría colaborado como dibujante de prensa en publicaciones periódicas como Blanco y Negro, Mundo Gráfico y Nuevo Mundo, al parecer con caricaturas.